# Giovanni Battista Savelli
Giovanni Battista Savelli (Roma, 1427 - Castel Gandolfo, 18 de septiembre de 1498) fue un prelado italiano. 

## Biografía
Perteneciente a la noble, antigua e influyente Casa de Savelli, que a lo largo de su historia había dado a la Iglesia destacados personajes, fue hijo de Cola Savelli, de la rama familiar de Palombara.  Tuvo varios hermanos: Battista, condotiero; Caterina, que casó con Pietro Colonna; Mariano, también condotiero; Piero, abad de San Silvestro di Soratte; y Francesco, que fue secretario de Alejandro VI.
No hay noticias de sus primeros años.  Era protonotario apostólico cuando en 1468 Paulo II le nombró legado en Bolonia, cargo al que renunció dos años después por la poca autoridad que tenía frente al signore de la ciudad Giovanni II Bentivoglio.  
Fue creado cardenal in pectore junto con János Vitéz, Pietro Foscari y Ferry de Clugny, pero el papa murió sin haber hecho público el nombramiento, y Savelli no fue admitido en el cónclave de 1471 por la oposición de Latino Orsini.
Tuvo que esperar doce años hasta que Sixto IV le concedió el capelo cardenalicio en el consistorio del 15 de mayo de 1480, otorgándole el título de San Vito en Macello, que tres años después cambió por el de San Nicolás en Cárcel.
Fue nombrado legado en Perugia y en diciembre de ese mismo año fue enviado a Génova para pacificar la rivalidad entre los Adorno y los Fregoso, que competían por el gobierno de la república, y para supervisar la formación de una flota que bajo el mando de Paolo Fregoso debía combatir a los turcos y recuperar Otranto.
En 1482 cayó en desgracia: la denuncia de Girolamo Riario y Virginio Orsini, acusándole de sus tratos con el rey Ferrante I de Nápoles, que en aquellas fechas estaba enfrentado a los Estados Pontificios en la guerra de Ferrara, motivaron que Savelli, su hermano Mariano y el cardenal Giovanni Colonna fueran encerrados en el Castillo de Sant'Angelo.  Un año y medio después fue liberado y declarado inocente.
Participó en el cónclave de 1484 en el que fue elegido papa Inocencio VIII, quien le nombró nuevamente legado en Bolonia, y en el de 1492 en que lo fue Alejandro VI, que en una elección calificada de simoniaca recompensó el apoyo de Savelli con la concesión del obispado de Mallorca.  La protesta de los Reyes Católicos motivó que pocos meses después la diócesis pasara a Guillén Ramón de Moncada.
Legado en Spoleto y arcipreste de la Basílica Liberiana, murió en Castel Gandolfo a los 71 años de edad.  Fue sepultado en la iglesia de Santa Maria de Aracoeli, con un monumento fúnebre obra de Andrea Bregno.